# Titularbistum Bruzus
Bruzus (ital.: Bruzo) ist ein Titularbistum der römisch-katholischen Kirche.
Es geht zurück auf einen ehemaligen Bischofssitz in der antiken Stadt Brouzos (heute Karasandıklı in der Türkei) der römischen Provinz Asia bzw. Phrygia und in der Spätantike Phrygia salutaris in der westlichen Türkei. Er gehörte der Kirchenprovinz Sinnada an.
| Titularbischöfe von Bruzus |                |                                          |                   |                 |
| Nr.                        | Name           | Amt                                      | von               | bis             |
| 1                          | Josip Pavlišić | Weihbischof in Senj-Modruš (Jugoslawien) | 13. Dezember 1951 | 20. August 1969 |